# Raphignathoidea
Raphignathoidea  (лат.) — надсемейство клещей из надотряда Acariformes (Prostigmata). Встречаются во всех регионах, включая Антарктику. Ископаемые формы (Neophyllobius succineus Bolland & Magowski, 1990, польский эоценовый янтарь) позволяют заключить, что группа возникла как минимум на границе палеоцена и эоцена (около 56 млн лет). Более 800 видов. Включает хищников мелких беспозвоночных, паразитов и фитофагов. Хищные представители Raphignathoidea имеют некоторое коммерческое значение, так как многие из них используются в биологическом контроле вредителей сельского и лесного хозяйства. Их выращивают и выпускают для борьбы с галловыми клещами (Eriophyidae), паутинными клещами семейства Tetranychidae и щитовками (Coccoidea).

## Классификация
11 семейств, около 60 родов и более 800 видов, большая часть которых принадлежит к семейству Stigmaeidae (30 родов и более 500 видов).
- Barbutiidae Robaux, 1975[4]
- Caligonellidae Grandjean, 1944
- Camerobiidae Southcott, 1957
- Cryptognathidae Oudemans, 1902[5]
- Dasythyreidae Walter & Gerson, 1998[6]
- Dytiscacaridae Hajiqanbar and Lindquist, 2018[7]
- Eupalopsellidae Willmann, 1952
- Homocaligidae Wood, 1970[8]
- Mecognathidae Gerson & Walter, 1998
- Raphignathidae Kramer, 1877
- Stigmaeidae Oudemans, 1931
- Xenocaligonellididae Gonzalez, 1978